# Logis de la Bluttière
Le logis de la Bluttière est une maison située à Charcé-Saint-Ellier-sur-Aubance, en France.

## Localisation
La maison est située dans le département français de Maine-et-Loire, sur la commune de Charcé-Saint-Ellier-sur-Aubance.

## Historique
L'édifice est inscrit au titre des monuments historiques en 2006.